# Skateboard (film)
Skateboard è un film del 1978 diretto da George Gage ed interpretato da Allen Garfield e Leif Garrett. Lo skater Tony Alva appare in un cameo nel ruolo di "Tony Bluetile".

## Trama
Indebitatosi con un potente allibratore, Manny Bloom, agente di Hollywood, crea una squadra di skateboarder di eccezionale talento e li iscrive ad una gara nella speranza così di vincere ed incassare il premio di 20.000 dollari.